# Radgoszcz (województwo wielkopolskie)
Radgoszcz – średniej wielkości wieś sołecka w Polsce położona w województwie wielkopolskim, w powiecie międzychodzkim, w gminie Międzychód, na skrzyżowaniu dróg wojewódzkich 160 oraz 198, 5 km na północ od Międzychodu.

## Sołectwo[3]
W 1976 r. w skład sołectwa wchodziła osada Kuźniak. Obecnie sołectwo jednowioskowe.

## Położenie geograficzne
Radgoszcz jest największą wsią w gminie Międzychód, położoną w Puszczy Noteckiej. Wioska leży nad jez. Radgoskim, płytkim, liczącym około 46-48 ha jeziorem morenowym, stanowiącym główny walor turystyczny miejscowości.
Współczesna wieś położona jest na wzniesieniach o wys. 54–56 m, stąd – zwłaszcza z południowego krańca wsi rozciąga się rozległy widok na dolinę Warty i Międzychód.

## Historia
Tereny, na których leży wieś zasiedlone były już w X wieku. Badania archeologiczne prowadzone w obrębie wsi wskazują na obecność osadnictwa w wieku X i XI w. W pobliżu wsi znaleziono ślady osadnictwa w postaci kilku fragmentów naczyń obtaczanych z tego okresu .
Miejscowość pierwotnie związana była z Wielkopolską. Ma metrykę średniowieczną i istnieje co najmniej od XIV wieku. Wymieniona po raz pierwszy w dokumencie zapisanym po łacinie z 1378 jako "Radgoscze", a także w 1398 "Radgoscz", 1464 "Radgosth", 1470 "Radgoszcz" .
Miejscowość była wsią szlachecką i wspominały ją historyczne dokumenty prawne, własnościowe oraz podatkowe.  Początkowo wieś była własnością klasztorną ojców cystersów w Ząbrsku (obecnie Zemsko), następnie stanowiła własność szlachecką. W 1378 Mikołaj opat oraz cystersi z Ząbrska dali kasztelanowi starogrodzkiemu Mikołajowi z Bytynia wsie Michocin oraz Radgoszcz, w zamian klasztor otrzymał wieś Rokitno. W XV wieku wieś Radgoszcz wraz z jeziorem należały do dóbr międzychodzkich, które podzielone były po połowie między dwa rody szlacheckie Skórów z Gaju oraz Ostrorogów z Ostroroga herbu Nałęcz. W 1462 do sołtysów z Radgoszcza należą dwa jeziora zwane Szczekowa; obecnie jeziora te nazywają się Szekeń Wielki i Szekeń Mały. Prawo połowu ryb z tych akwenów, jako współwłaściciel dóbr Międzychód, otrzymał Stanisław z Ostroroga. W 1464 Stanisław z Ostroroga wojewoda kaliski pozwany został przez Piotra Bytyńskiego i Jana Baranowskiego z połowy miasta Międzychód oraz z połowy przynależnych wsi, m.in. z Radgoszcza. W 1470 Wojciech Skóra z Gaju kustosz gnieźnieński w podziale dóbr po ojcu otrzymuje od swych braci Andrzeja i Aleksandra połowę Międzychodu oraz połowy wsi, m.in. Radgoszcz. .
W 1580 wieś leżała w parafii Międzychód. W 1592 należała do powiatu poznańskiego Korony Królestwa Polskiego. W latach 1580–83 odnotowano pobór podatków ze wsi. W 1580 pobierano je od owczarza posiadającego 40 owiec oraz od jednego pasterza. W latach 1581–83 pobór z Radgoszcza płaci Zofia z Tęczyna wdowa po Stanisławie z Ostroroga kasztelanie międzychodzkim zmarłym w 1568 .
W okresie Wielkiego Księstwa Poznańskiego (1815-1848) miejscowość wzmiankowana jako Radogość należała do wsi większych w ówczesnym pruskim powiecie Międzyrzecz w rejencji poznańskiej. Radogość należał do okręgu międzychodzkiego tego powiatu i stanowił część majątku Prusim, którego właścicielem był wówczas Reich. Według spisu urzędowego z 1837 roku wieś liczyła 274 mieszkańców, którzy zamieszkiwali 33 dymy (domostwa).
W latach 1975–1998 miejscowość położona była w województwie gorzowskim.